# Râul Runcu, Săpânța
Râul Runcu este un curs de apă afluent al râului Săpânța. 